# おはよう宮城
おはよう宮城（おはようみやぎ）は、NHK仙台放送局で平日朝に放送される『NHKニュースおはよう日本』のローカルニュース番組。
2000年4月3日に放送開始、以前は「NHKニュースおはよう東北」として東北ブロックネットであった。

## 放送時間
- 平日 7:45 - 8:00
  - 7:50 - 7:58は東北ブロック放送
  - 祝日・年末年始は休止し、7:25 - 7:30（年末年始は7:15 - 7:20）に「東北地方のニュース・気象情報」を東北地方全県で放送。
  - 春の大型連休・お盆などは「おはよう東北」として東北地方全県で放送。

## 現在の出演者

### キャスター
NHK仙台放送局契約キャスター
- 武田実紗（隔週：2024年4月1日 - ）[3]
- 中田理奈（隔週：2024年4月8日 - ）[3]

### 気象予報士
- 乙藤亮平（2024年4月1日 - ）[3]

## 過去の出演者
出演当時NHK仙台放送局アナウンサー
- 向井一弘（2012年4月 - 2014年3月）
- 合原明子（同上）
- 笠井大輔（2013年4月 - 2014年9月）
- 小野卓哉（2014年4月 - 2015年3月）
- 大嶋貴志（同上）
- 大成安代（2014年9月 - 2016年3月）
- 塩澤大輔（2015年3月 - 2016年6月）
- 千葉美乃梨（2015年4月 - 2017年3月）
- 河村太朗
- 石井かおる（ - 2019年3月）
- 池野健（ - 2019年3月）
- 金城均（ - 2019年3月）
- 新井隆太（ - 2019年3月）

出演当時NHK仙台放送局契約キャスター
- 森本万里奈
- 谷崎すずな
- 伊藤友見（隔週：2019年4月10日 - 2023年3月17日）
- 上田悠華子（隔週：2021年4月 - 2024年3月22日）
- 赤坂理菜（隔週：2023年4月 - 2024年3月29日）

気象予報士
- 三宅惇子（2012年5月 - 2015年3月）
- 竹下愛実
- 関口元朝
- 矢澤剛（ - 2024年3月29日）

## 番組内容
- 基本的に前半は宮城県のニュースを伝え、後半は東北6県に向けて話題やニュースリポート（宮城以外は7:50頃飛び乗り）、東北・宮城の気象情報で構成されている（宮城以外は7:58飛び降り）。
- また、地震や台風など、災害関連のニュースがある場合は、東北6県に向けての話題、リポートをそれに関連したニュースに差し替える場合がある。
- 2018年度から8月の旧盆期間は、本番組を休止し、『おはよう東北』[4]として全編東北ブロック放送を行う。
- 2021年夏期は、旧盆期間に加え、東京オリンピック・パラリンピック開催による、おはよう日本の全国放送枠拡大（ - 7:50）により、7月12日から9月3日まで、本番組を休止し、『おはよう東北』として全編東北ブロック[5]となる。
- 2024年夏期のパリオリンピック開催期間中も、2021年夏期の東京オリンピック開催期間中と同じ対応となる[6]。

## 関連番組
- NHKニュースおはよう日本
- 情報テラス
- 情報パレット
- ひるはぴ
- てれまさ
- もりすた!